# Verband der Österreichischen Neuphilologen
Dem Verband der Österreichischen Neuphilologen  (VÖN) gehören Wissenschaftler und Lehrende an Universitäten wie auch Fremdsprachenlehrer aller Schultypen an. Der Sitz der Organisation ist in Salzburg.

## Vereinsgeschichte
Der Verband wurde zwecks Fremdsprachenpflege am 22. Juni 1955 in Wien gegründet. Wichtige Gründungsväter sind Hans Bruneder, Robert Vian, Hans Kapitan und Hubert Schützner. Der VÖN brachte 1957 erstmals seine Zeitschrift heraus, deren ersten beiden Hefte den Titel Die lebenden Sprachen im Unterricht trug, aber ab dem zweiten Jahrgang in Moderne Sprachen umbenannt wurde. Ein Jahr später, also 1958, wurde die Schriftenreihe des VÖN gegründet. Die Hauptaufgabe der Zeitschrift besteht darin, die Leserschaft über aktuelle Themen und neue Entwicklungen in der Sprach-, Kultur-, Literatur- und Translationswissenschaft sowie im Bereich der Fremdsprachendidaktik zu informieren. Die Autoren aller Beiträge sind ausgewiesene Fachleute. Die Herausgeber und die Mitglieder des wissenschaftlichen Beirats achten darauf, dass die Inhalte auch für Nichtexperten in gut verständlicher Weise dargestellt und formuliert werden. Der Großteil der Beiträge und der Rezensionen behandelt Themen, die in einem Zusammenhang mit den in Österreich gelehrten Schulsprachen stehen. Es ist aber auch ein Anliegen der Zeitschrift, die Aufmerksamkeit regelmäßig auf kleine Sprachen zu lenken. Publikationssprachen der Zeitschrift sind Deutsch, Englisch, Französisch, Italienisch, Portugiesisch und Spanisch. Die Beiträge werden von einem englischen Abstract eingeleitet; Artikel in englischer Sprache haben eine deutsche Zusammenfassung. Ein Jahrgang umfasst zwei Hefte, die den Mitgliedern des Verbandes unmittelbar nach Erscheinen zugesandt werden. Die Herausgeber der Modernen Sprachen sind Wolfgang Görtschacher (Universität Salzburg) und Wolfgang Pöckl (Universität Innsbruck). Redaktionsassistent ist Andreas Schachermayr. Dem wissenschaftlichen Beirat gehören folgende Wissenschaftler an: Giovanna Aadamo (Rom), Norbert Bachleitner (Wien), David Banks (Brest), Manuel Brito (Teneriffa), Jenny Brumme (Barcelona), Christine Engel (Innsbruck), Joachim Grzega (Eichstätt-Ingolstadt), David Malcolm (Warschau), Margarete Rubik (Wien), Michael Schreiber (Mainz-Germersheim) und Vaiva Žeimantienė (Vilnius) an. Die Zeitschrift wird vom Praesens Verlag publiziert. Die Website der Modernen Sprachen: www.modernesprachen.com. 
Bekannte Vorsitzende waren Heinrich Kronasser, Johann Sofer und Wolfgang Pollak. Die derzeitige Vorsitzende ist Marietta Calderon Tichy (Universität Salzburg).